# Moral Orel
Moral Orel ist eine US-amerikanische Stop-Motion-Fernsehserie von Dino Stamatopoulos, die von 2005 bis 2008 auf dem Kabelsender Adult Swim lief. Die Serie handelt von einem 11-Jährigen strenggläubigen christlichen Jungen, dessen Naivität und Glauben immer wieder Probleme in seiner Heimatstadt auslöst. Im Jahr 2012 wurde eine Sonderfolge produziert und ausgestrahlt.

## Handlung
Der Hauptcharakter dieser Serie ist Orel, der eine christliche Grundschule in der Stadt Morel besucht. Er ist streng religiös und die Kirche liegt ihm am Herzen. Seine Mutter arbeitet sehr hart und Orels Vater ist ein Alkoholiker, welcher die Prügelstrafe einsetzt. Oftmals gerät der Elfjährige durch seine Missdeutungen des Glaubens in Probleme, trotzdem bleibt er der Bibel treu. Am Ende der Folge wird er meist von seinem Vater über seine Missdeutung aufgeklärt.

## Episodenliste

### Staffel 1 (2005–2006)
| Nr. (ges.) | Nr. (St.) | Deutscher Titel                       | Originaltitel            | Premiere USA  | Dt. Premiere D |
| ---------- | --------- | ------------------------------------- | ------------------------ | ------------- | -------------- |
| 1          | 1         | Die größte Gabe Gottes                | The Lord’s Greatest Gift | 22. Jan. 2006 | 5. Dez. 2007   |
| 2          | 2         | Gehet hin und mehret euch!            | God’s Chef               | 30. Juli 2006 | 20. Feb. 2008  |
| 3          | 3         | Die Verhunzung der Muttersprache      | Charity                  | 29. Jan. 2006 | 2. Jan. 2008   |
| 4          | 4         | Urin stinkt                           | Waste                    | 5. Feb. 2006  | 19. Dez. 2007  |
| 5          | 5         | Wie mache ich meine Frau glücklich?   | The Blessed Union        | 12. Feb. 2006 | 9. Jan. 2008   |
| 6          | 6         | Allgegenwart                          | Omnipresence             | 19. Feb. 2006 | 12. Jan. 2008  |
| 7          | 7         | Gottesfurcht                          | God-Fearing              | 26. Feb. 2006 | 23. Jan. 2008  |
| 8          | 8         | Loyalität                             | Loyalty                  | 14. Mai 2006  | 6. Feb. 2008   |
| 9          | 9         | Reife                                 | Maturity                 | 21. Mai 2006  | 30. Jan. 2008  |
| 10         | 10        | Das schönste Weihnachten aller Zeiten | The Best Christmas Ever  | 13. Dez. 2005 | 20. Feb. 2008  |

### Staffel 2 (2006–2007)
| Nr. (ges.) | Nr. (St.) | Deutscher Titel | Originaltitel            | Premiere USA  | Dt. Premiere D |
| ---------- | --------- | --------------- | ------------------------ | ------------- | -------------- |
| 11         | 1         | Gottes Ebenbild | God’s Image              | 12. Nov. 2006 | 17. Okt. 2009  |
| 12         | 2         | Hundeliebe      | Love                     | 19. Nov. 2006 | 31. Okt. 2009  |
| 13         | 3         | Satan           | Satan                    | 21. Nov. 2006 | 24. Okt. 2009  |
| 14         | 4         | –               | Elemental Orel           | 3. Dez. 2006  | –              |
| 15         | 5         | –               | Offensiveness            | 10. Dez. 2006 | –              |
| 16         | 6         | –               | God’s Blunders           | 17. Dez. 2006 | –              |
| 17         | 7         | –               | Pleasure                 | 7. Jan. 2007  | –              |
| 18         | 8         | –               | The Lord’s Prayer        | 14. Jan. 2007 | –              |
| 19         | 9         | –               | Holy Visage              | 21. Jan. 2007 | –              |
| 20         | 10        | –               | Be Fruitful and Multiply | 28. Jan. 2007 | –              |
| 21         | 11        | –               | Praying                  | 30. Apr. 2007 | –              |
| 22         | 12        | –               | Repression               | 7. Mai 2007   | –              |
| 23         | 13        | –               | Turn the Other Cheek     | 14. Mai 2007  | –              |
| 24         | 14        | –               | Geniusis                 | 21. Mai 2007  | –              |
| 25         | 15        | –               | Courtship                | 4. Juni 2007  | –              |
| 26         | 16        | –               | School Pageant           | 11. Juni 2007 | –              |
| 27         | 17        | –               | Presents for God         | 18. Juni 2007 | –              |
| 28         | 18        | –               | Orel's Movie Premiere    | 2. Juli 2007  | –              |
| 29         | 19        | –               | Nature" (Part 1)         | 9. Juli 2007  | –              |
| 30         | 20        | –               | Nature" (Part 2)         | 16. Juli 2007 | –              |

### Staffel 3 (2008)
| Nr. (ges.) | Nr. (St.) | Deutscher Titel | Originaltitel       | Premiere USA  | Dt. Premiere D |
| ---------- | --------- | --------------- | ------------------- | ------------- | -------------- |
| 31         | 1         | –               | Numb                | 17. März 2008 | –              |
| 32         | 2         | –               | Grounded            | 1. Apr. 2008  | –              |
| 33         | 3         | –               | Innocence           | 16. Okt. 2008 | –              |
| 34         | 4         | –               | Alone               | 21. Okt. 2008 | –              |
| 35         | 5         | –               | Trigger             | 23. Okt. 2008 | –              |
| 36         | 6         | –               | Dumb                | 29. Okt. 2008 | –              |
| 37         | 7         | –               | Help                | 4. Nov. 2008  | –              |
| 38         | 8         | –               | Passing             | 5. Nov. 2008  | –              |
| 39         | 9         | –               | Closeface           | 11. Nov. 2008 | –              |
| 40         | 10        | –               | Sundays             | 13. Nov. 2008 | –              |
| 41         | 11        | –               | Sacrifice           | 17. Nov. 2008 | –              |
| 42         | 12        | –               | Nesting             | 18. Nov. 2008 | –              |
| 43         | 13        | –               | Honor               | 19. Dez. 2008 | –              |
| 44         | Special   | –               | Beforel Orel: Trust | 19. Nov. 2012 | –              |

## Produktion und Veröffentlichung
| Figur               | Originalsprecher     | Deutscher Sprecher  |
| ------------------- | -------------------- | ------------------- |
| Orel Puppington     | Carolyn Lawrence     | Cathlen Gawlich     |
| Clay Puppington     | Scott Adsit          | Viktor Neumann      |
| Bloberta Puppington | Britta Phillips      | Sabine Jaeger       |
| Shapey Puppington   | Tigger Stamatopoulos | Veronika Neugebauer |
| Reverend Rod Putt   | William Salyers      | Bodo Wolf           |
| Doughy Latchkey     | Scott Adist          | Stefan Krause       |

Die deutsche Synchronisation von Moral Orel entstand 2007 in Berlin für eine Erstausstrahlung auf Sat.1 Comedy. Später wurde sie auf Warner TV Comedy und Warner TV Serie ausgestrahlt. Die erste Staffel wurde am 4. Oktober 2013 auf DVD veröffentlicht. Die restlichen 2 Staffeln sind nur in Englisch verfügbar. Insgesamt wurden 3 Staffeln mit 43 Folgen produziert, wovon aber nur die erste Staffel mit 10 Folgen und die ersten 3 Folgen der zweiten Staffel synchronisiert wurde. Die erste Staffel wurde erstmals zwischen dem 13. Dezember 2005 und dem 30. Juli 2006 ausgestrahlt. Die deutsche Erstausstrahlung der ersten Staffel fand zwischen dem 12. Dezember 2007 und dem 20. Februar 2008 statt. Die ersten drei Folgen der zweiten Staffel wurden zwischen dem 17. Oktober 2009 und dem 24. Oktober 2009 erstmals ausgestrahlt. Die 2. Staffel wurde erstmals zwischen dem 12. November 2006 und dem 15. Juli 2007 und die dritte Staffel zwischen dem 1. April 2008 und dem 19. November 2008 ausgestrahlt. Seit 2016 bis Anfang 2022 erfolgte eine Ausstrahlung auf Warner TV Comedy im späten Abendprogramm.

## Auszeichnungen
Primetime Emmy Awards
- 2007: Auszeichnung in der Kategorie Hervorragende individuelle Leistung in der Animation für Sihanouk Mariona
- 2009: Auszeichnung in der Kategorie Hervorragende individuelle Leistung in der Animation für Elizabeth Harvatine

Annie Award
- 2007: Nominierung in der Kategorie Beste Charakteranimation in einer Fernsehproduktion
- 2008: Nominierung in der Kategorie Beste animierte Fernsehproduktion
- 2008: Nominierung in der Kategorie Beste Charakteranimation in einer Fernsehproduktion
- 2008: Nominierung in der Kategorie Beste Schauspielerische Leistung in einer animierten Fernsehproduktion für Scott Adsit
- 2009: Nominierung in der Kategorie Beste animierte Fernsehproduktion
- 2009: Nominierung in der Kategorie Beste Regie in einer animierten Fernsehproduktion oder Kurzform